# José Carlos Mariátegui Arellano
José Carlos Mariátegui Arellano (* 21. Juli 1929 in Lima; † 9. November 2006 ebenda) war ein peruanischer Botschafter.

## Leben
José Carlos Mariátegui Arellano war der Sohn von Esther Arellano und José Francisco Mariátegui Ausejo. Er heiratete Genoveva de Ascásubi. Ihre Kinder waren José Ignacio, María Victoria, María Pía, José Antonio und José Joaquín. Er trat 1948 in den auswärtigen Dienst ein und wurde 1952 Bachelor of Arts der Pontificia Universidad Católica del Perú, studierte Rechtswissenschaft an der Universidad Nacional Mayor de San Marcos und wurde Reserveoffizier.
Am 21. Mai 1952 wurde er zum Attaché ernannt und der Konsularabteilung zugeteilt. 1954 wurde er der politischen Abteilung zugeteilt und leitete das Konsulat in Hamburg. In der Folge diente er an der Botschaft in Quito. 1960 wurde er zum Leiter des Generalkonsulates in Bogotá ernannt. 1961 wurde zur Ständigen Vertretung Perus beim UN-Hauptquartier versetzt. 1963 wurde in nach Lissabon versetzt. 1965 wurde er vom Ständigen Vertreter beim Büro der Vereinten Nationen in Genf beschäftigt. 1967 wurde er zum Leiter der Abteilung für internationalen Handel. 1969 leitete er die Abteilung Wirtschaftsintegration.
Am 1. Januar 1971 wurde er zum Botschafter in Tokio, Taipei und Seoul ernannt. 1975 wurde er als Botschafter durch Augusto Pinochet entsandt. Ab 1978 war er Botschafter in Brasília, Paramaribo und Georgetown (Guyana). Von 1980 bis 1983 war er Botschafter in Quito. 1983 wurde er Staatssekretär für Wirtschaft und Integration ernannt. 1984 wurde er zum Generalsekretär und Vizeminister für auswärtige Angelegenheiten ernannt.
1985 wurde er Ständiger Vertreter der peruanischen Regierung beim Büro der Vereinten Nationen in Genf. 1991 leitete er die Academia Diplomática del Perú und das Instituto Peruano de Relaciones Internacionales (IPRI). Er war Professor an der Pontificia Universidad Católica del Perú und der Academia Diplomática del Perú. Am 28. Mai 1992 wurde er in den Ruhestand versetzt und am 22. Dezember 1996 wurde er bei der Geiselnahme in der japanischen Botschaft Lima 1996 freigelassen.

## Veröffentlichungen
- Instrumentos Internacionales de Política Económica, editado por el Instituto Nacional de Planificación, 1970.
- Manual de Organismos Internacionales, editado por Librería Internacional del Perú S. A., 1967 (Premio Nacional de Cultura, 1968).
- Hipótesis de Paz (Política Exterior y Diplomacia), editado por el Concytec en 1989.